# Callosciurus erythraeus
La ardilla de Pallas (Callosciurus erythraeus) es una especie de roedor de la familia Sciuridae nativa de Gran China, India y el sudeste asiático.

## Distribución
La ardilla de Pallas vive en la India, Birmania, China, Taiwán, Hong Kong, Tailandia, Península de Malaca e Indochina. Poblaciones han sido introducidas en la Provincia de Buenos Aires de Argentina, en Dadizele en Bélgica (dónde inicialmente se pensaba que se trataba de Sciurotamias davidianus), los Países Bajos, Antibes en Francia, y en Japón. En estas regiones está considerado una especie invasora, que puede causar daño considerable a los árboles y competir con la fauna y flora nativa como la ardilla roja.
Actualmente se encuentra en la lista de especies exóticas invasoras preocupantes para la Unión Europea.

### Invasión en Argentina
En 1973 fueron liberadas 3 parejas de ardillas por Ignacio Steverlynk en Villa Flandria, Partido de Luján, Provincia de Buenos Aires. Al encontrarse con condiciones favorables, su expansión fue exponencial. Debido también a resultar una especie carismática, lo cual fomentó su uso como mascota.
La expansión fue tan acelerada, que se han encontrado ejemplares de esta especie en provincias como Córdoba, Mendoza, Santa Fe, y otros lugares más de Buenos Aires como CABA.
Su abundancia en ambientes rurales y urbanos genera diferentes tipos de daños potenciales:
- efectos en la salud de la población
- consecuencias en las especies nativas
- daños en la producción
- daños económicos[9]

## Descripción
Es una ardilla de mediano tamaño, con una longitud de cabeza-cuerpo, y una cola de unos de longitud. Ambos sexos son de aspecto y medida similares, y pesan entre 310 and 460 gramos. El color del pelo varía considerablemente entre las subespecies, pero es generalmente pardusco en el dorso con un más tinte rojizo en el vientre, y a menudo con algún negro en la cola. El patrón preciso y las sombras de la piel son a menudo utilizados para distinguir una subespecie de otra.

### Subespecies
Más de 30 subespecies han sido identificadas, aunque no todas están reconocidos por todas las  autoridades.

## Biología
Son principalmente herbívoras. Comen una amplia gama de comidas diferentes. Aun así, su alimentación primaria siempre incluye hojas, flores, semillas, y fruta. También comen cantidades pequeñas de insectos, así como huevos de pájaros ocasionalmente.
Tienen crías durante todo el año, y se pueden aparear otra vez apenas destetan una camada anterior. El embarazo dura 47 a 49 días, y nacen hasta cuatro crías, normalmente dos. La cría deja el nido entre 40 a 50 días de nacida, y es sexualmente madura al año de edad. Han vivido para hasta 17 años en cautividad.

## Comportamiento
Estas ardillas son diurnas, y habitan en el dosel de los bosques, y construyen nidos de hoja 7 to 18 metros por encima del suelo, y aunque a veces los hacen en madrigueras. Las hembras ocupan territorios de unas 0,5 to 0,8 hectáreas, generalmente separadas, mientras los machos ocupan territorios más grandes de 1,3 a 3,8 hectáreas, los cuales si se solapan con los territorios de otros machos y hembras. Como muchas otras ardillas, han sido observados guardando bellotas en el otoño.
Estas ardillas producen sonidos de alarma para advertir a sus vecinos de depredadores, y ha sido observado atacando a culebras trepadoras, con las hembras protegiendo a las crias. Los machos también hacen fuertes sonidos antes y después del apareamiento.

## Galería de Imágenes

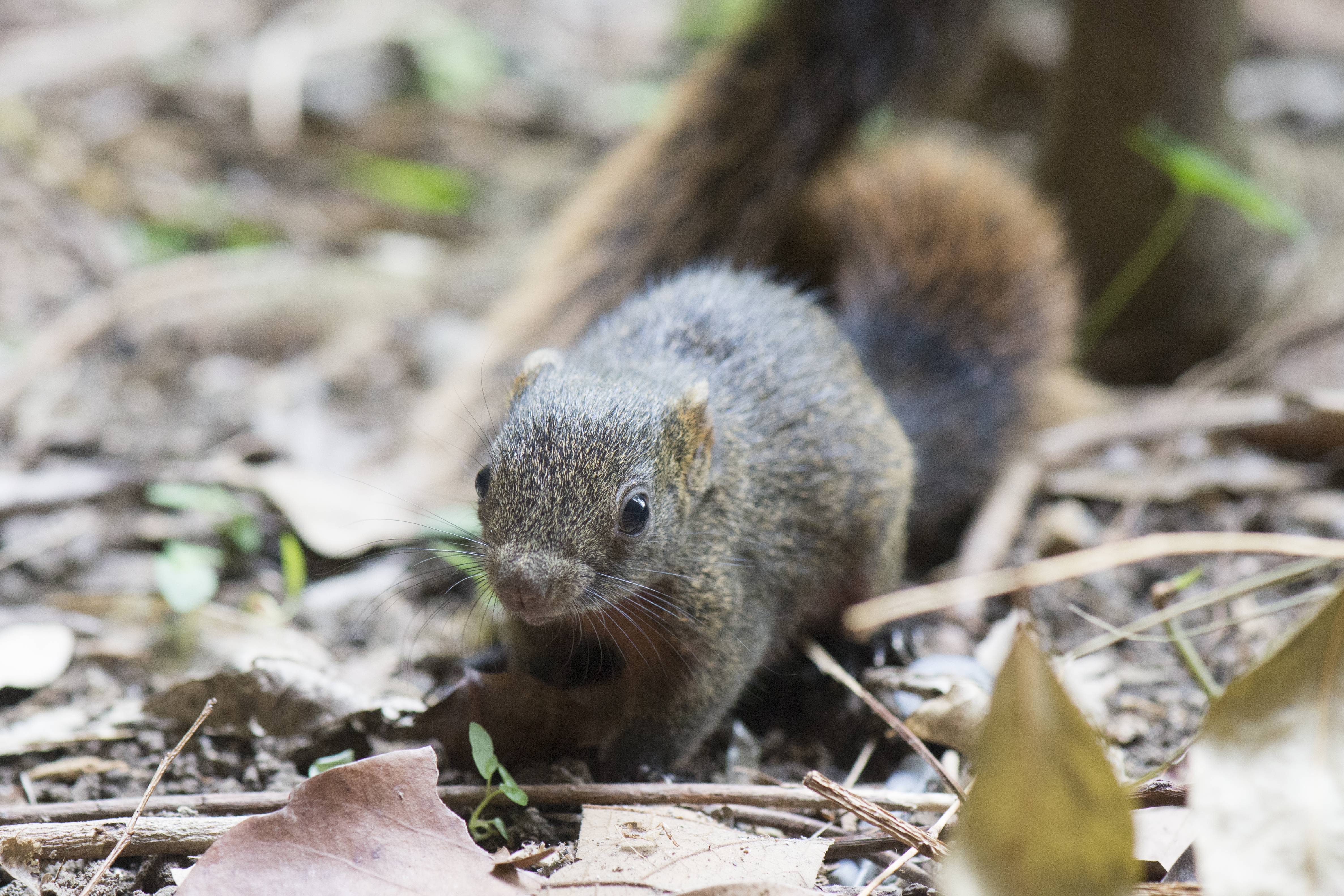
Callosciurus erythraeus thaiwanensis
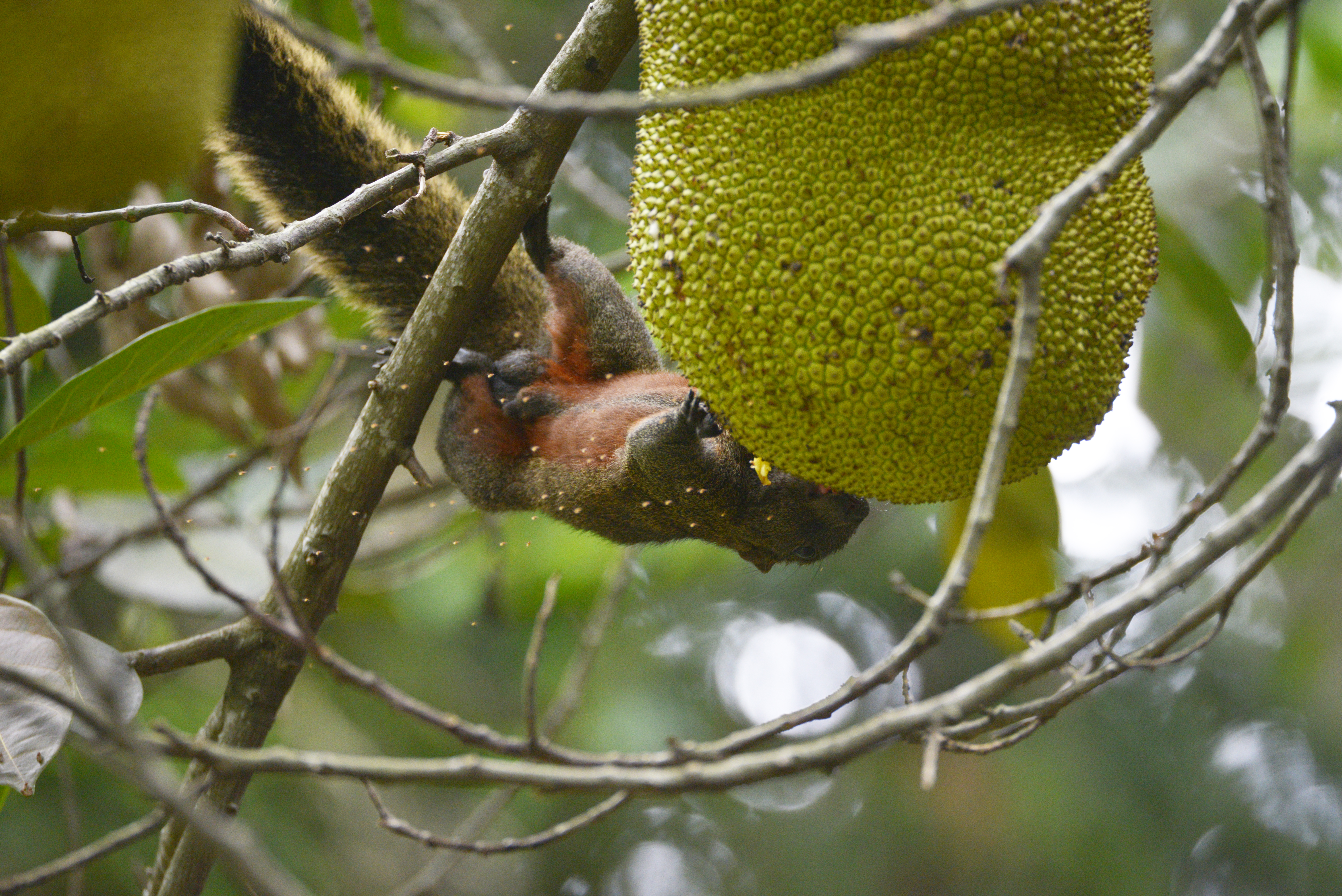
La ardilla se alimenta de una fruta en Taiwán
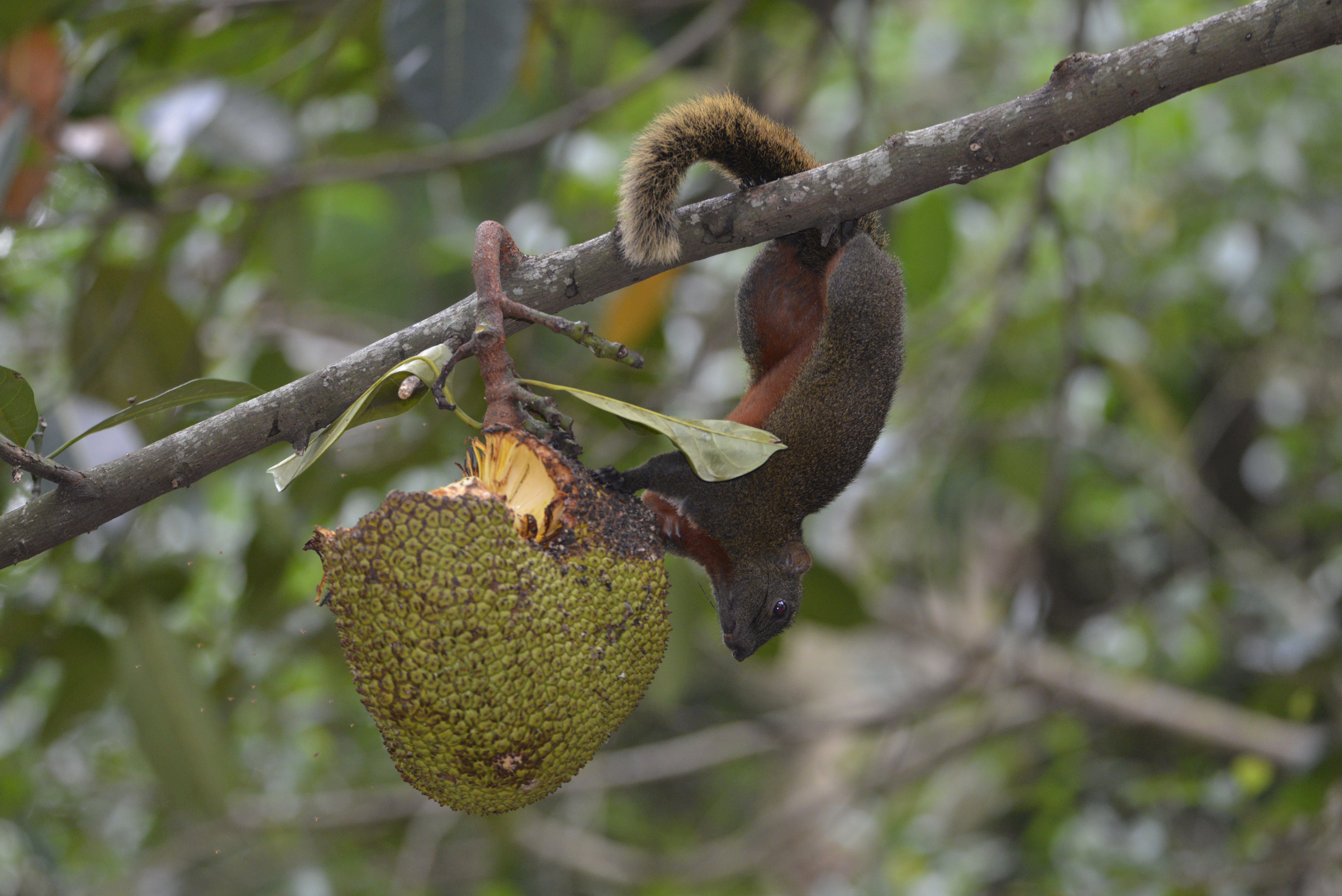
La ardilla se alimenta de una fruta en Taiwán
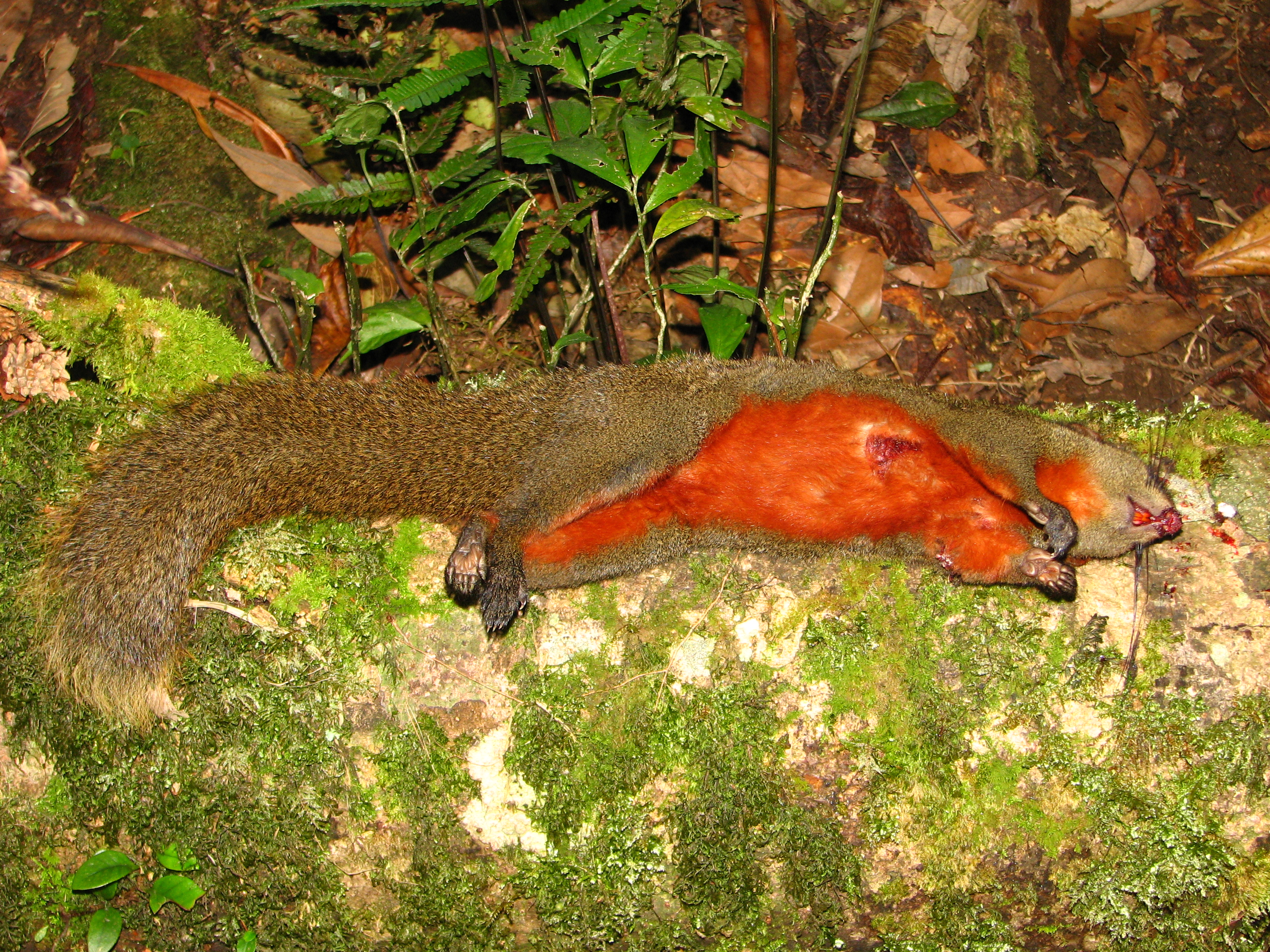
Algunas poblaciones tienen un vientre rojo brillante (Arunachal Pradesh, India)
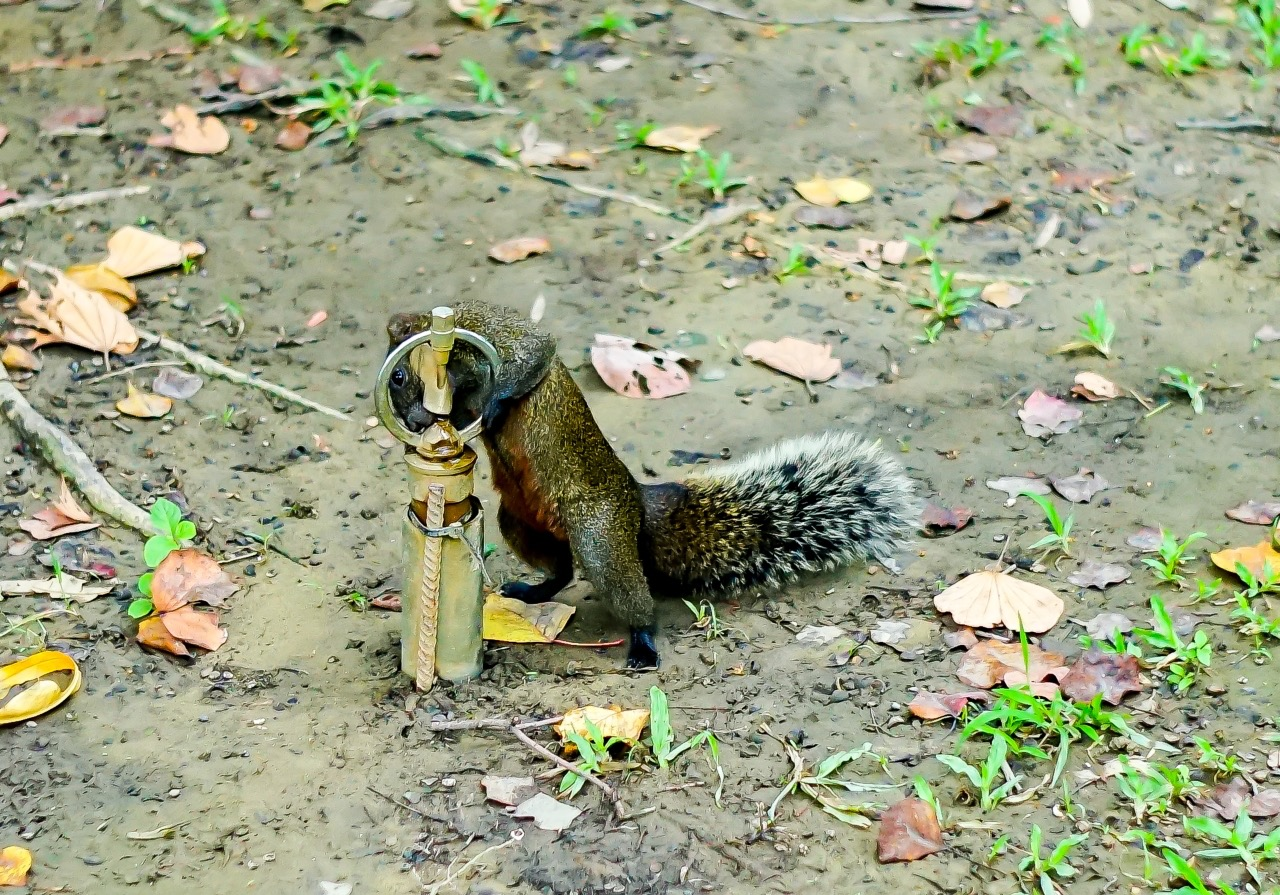
Ardilla bebiendo agua en un parque
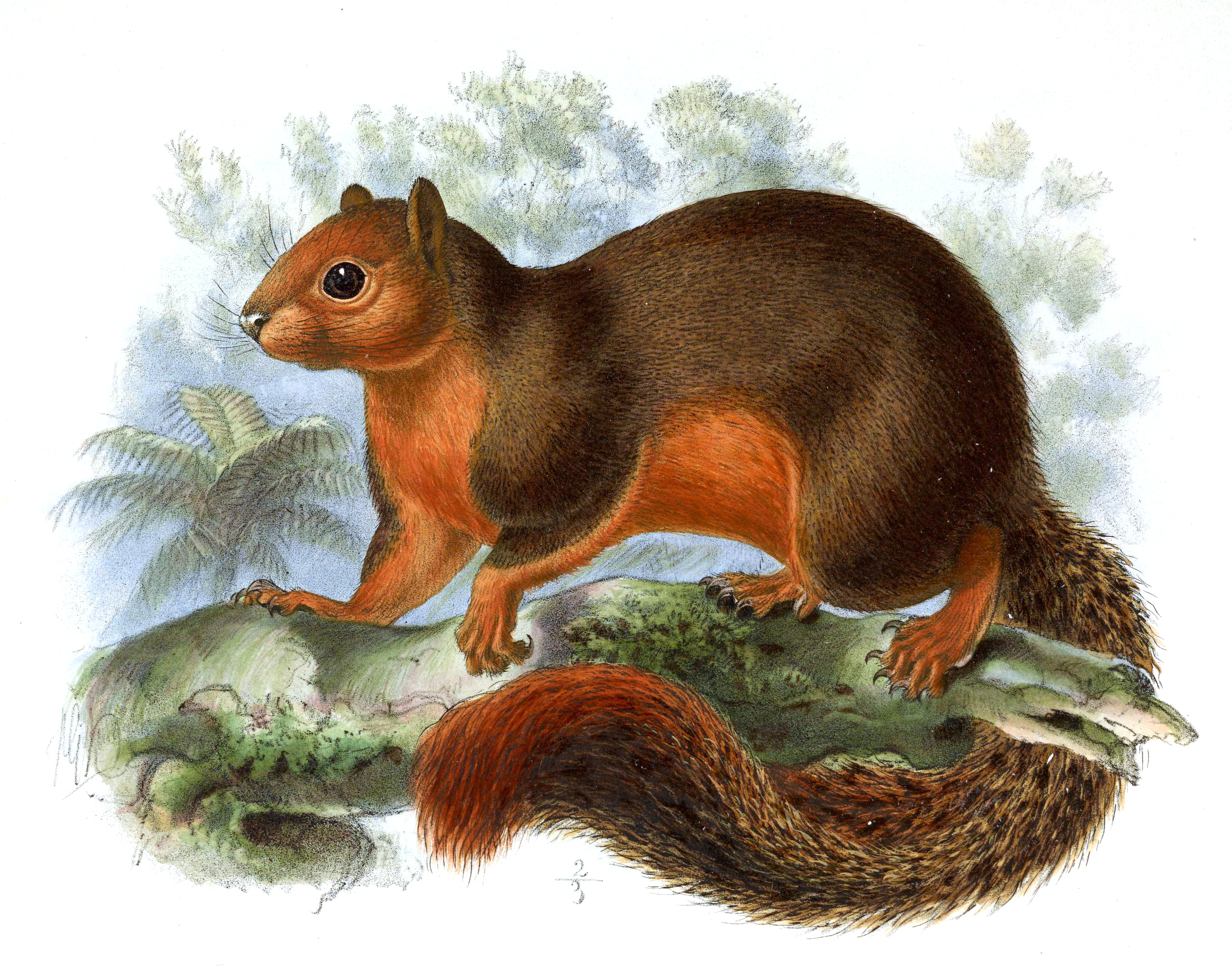
Ilustración de John Anderson (1878)